# Mihály Kata
Mihály Kata (ur. 13 kwietnia 2002 w Budapeszcie) – węgierski piłkarz grający na pozycji pomocnika w węgierskim klubie MTK Budapeszt oraz reprezentacji Węgier. Uczestnik Mistrzostw Europy 2024.